# FC 프로그레스 니더코른
FC 프로그레스 니더코른(Football Club Progrès Niederkorn)은 디페르당주를 구성하는 코뮌 가운데 하나인 니더코른(Niederkorn)을 연고로 하는 룩셈부르크의 축구 클럽이다. 현재 룩셈부르크 내셔널디비전에 참가하고 있다.

## 성적
- 룩셈부르크 내셔널디비전 3회 우승 (1952-53, 1977-78, 1980-81), 5회 준우승 (1931-32, 1936-37, 1976-77, 1978-79, 1981-82)
- 룩셈부르크컵 4회 우승 (1932-33, 1944-45, 1976-77, 1977-78), 3회 준우승 (1945-46, 1955-56, 1979-80)

## 선수 명단

### 현역
- 마티아스 예니시(2020 ~ )